# Đoạn Okazaki
Đoạn Okazaki là các chuỗi ngắn của các nucleotide DNA (khoảng 150 đến 200 cặp base dài ở sinh vật nhân chuẩn) được tổng hợp không liên tục và sau đó được liên kết với nhau bởi enzyme DNA ligase để tạo ra chuỗi tổng hợp chậm hơn trong quá trình sao chép DNA. Chúng được phát hiện vào những năm 1960 bởi các nhà sinh học phân tử Nhật Bản Reiji và Tsuneko Okazaki cùng đồng nghiệp của họ.